# Myiothlypis leucophrys
Myiothlypis leucophrys là một loài chim trong họ Parulidae.